# Essé
Essé é uma comuna francesa na região administrativa da Bretanha, no departamento Ille-et-Vilaine. Estende-se por uma área de 23,31 km². Em 2010 a comuna tinha 1 100 habitantes (densidade: 47,2 hab./km²).